# Thomas Bimis
Thomas Bimis (Grieks: Θωμάς Μπίμης; Athene, 11 juni 1975) is een Grieks schoonspringer. Hij deed voor het eerst mee aan de Olympische Spelen in 2000, waar hij op de 32e plaats eindigde. Vier jaar later, op de Olympische Spelen van 2004 in Athene, won Bimis samen met Nikolaos Siranidis een gouden medaille op het onderdeel 3 m plank synchroon. Met nog één sprong te
gaan, stonden ze op een vierde plaats, maar omdat China, Rusland en Amerika de fout in gingen eindigde het Griekse duo toch nog op de eerste plaats. Het was de eerste gouden medaille voor Griekenland in het schoonspringen ooit, en het was de eerste gouden medaille van de Spelen van 2004 voor het gastland.